# Rhipsalis pilocarpa
A Rhipsalis pilocarpa  egy epifita kaktusz, melyet – a Rhipsalis baccifera fajhoz hasonlóan – nagyon gyakran lehet dísznövényként megtalálni. Az Erythrorhipsalis subgenus tagja.

## Jellemzői

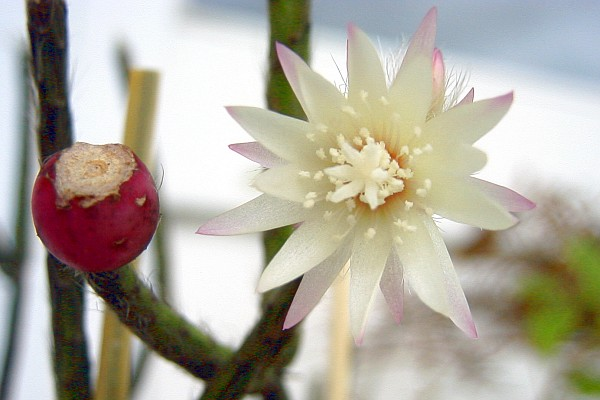
Rhipsalis pilocarpa virága

Összetéveszthetetlen megjelenésű. Kezdetben felálló, majd csüngővé váló hajtásrendszerű növény, epidermisze sötétzöld vagy bíborszín, szára 40 cm hosszúra nőhet. Szárszegmensei csoportokban fejlődnek az öreg szártagok csúcsain, Areolái finom fehér szőröket és sárgás sertéket hordoznak, a hosszuk eléri a 4–5 mm hosszt. Virágai terminálisan jelennek meg, nagyon törékenyek, lassan nyílnak 20 mm szélesre. A virágcső 2 mm hosszú, belseje vöröses. A külső szirmok rózsaszínűek, a belsők visszahajlók, krémfehérek. A porzók fehérek, tövük pirosas, a bibe fehér, 8 lobusban végződik, csak a virágzás 2. napján nyílik ki. Termése 6–7 mm átmérőjű piros bogyó, az areoláin fejlett fehér szőröket és sertéket visel.

## Elterjedése
Brazília: Minas Gerais, Espirito Santo, Rio de Janeiro, São Paulo és Paraná államok. Epifitikus szezonális erdőkben 500–900 m tengerszint feletti magasságban.